# Oude Campspolder
De Oude Campspolder is een polder en was een waterschap in de gemeenten Westland en Midden-Delfland, in de Nederlandse provincie Zuid-Holland. Het waterschap was verantwoordelijk voor de drooglegging en de waterhuishouding in de polders. De polder wordt in het westen begrensd door het Nieuwe Water, aan de voet van de Maasdijk. In het noorden wordt de polder begrensd door de Nolweg die vanaf de A20 verder gaat als de Oude Campsweg. De Burgerweg vormt de oostelijke grens tussen de polder met de Kralingerpolder. De zuidelijke grens wordt gevormd door het water de Westgaag of Spartelvaart.:5
Het grootste deel van de polder is bebouwd met kassen; alleen deels is het traditionele polderlandschap nog behouden. Dit is te merken vanaf de Westgaag. De Oude Campsweg en de Nolweg hebben ondanks de aanwezigheid van glastuinbouw hun landschappelijk karakter deels behouden, met de aanwezigheid van enige oude tuindershuizen en boerderijen.

## Naam
Het land bij de commanderij van de Duitse Orde aan de huidige Herenlaan stond bekend onder de naam Oude Camp. Jan Potter beschreef het in 1570 als 'den Camp achter de Heerenwerff'. Bij de totstandkoming van de polder is deze naam gebruikt voor de hele polder.:24

## Ontstaan polder

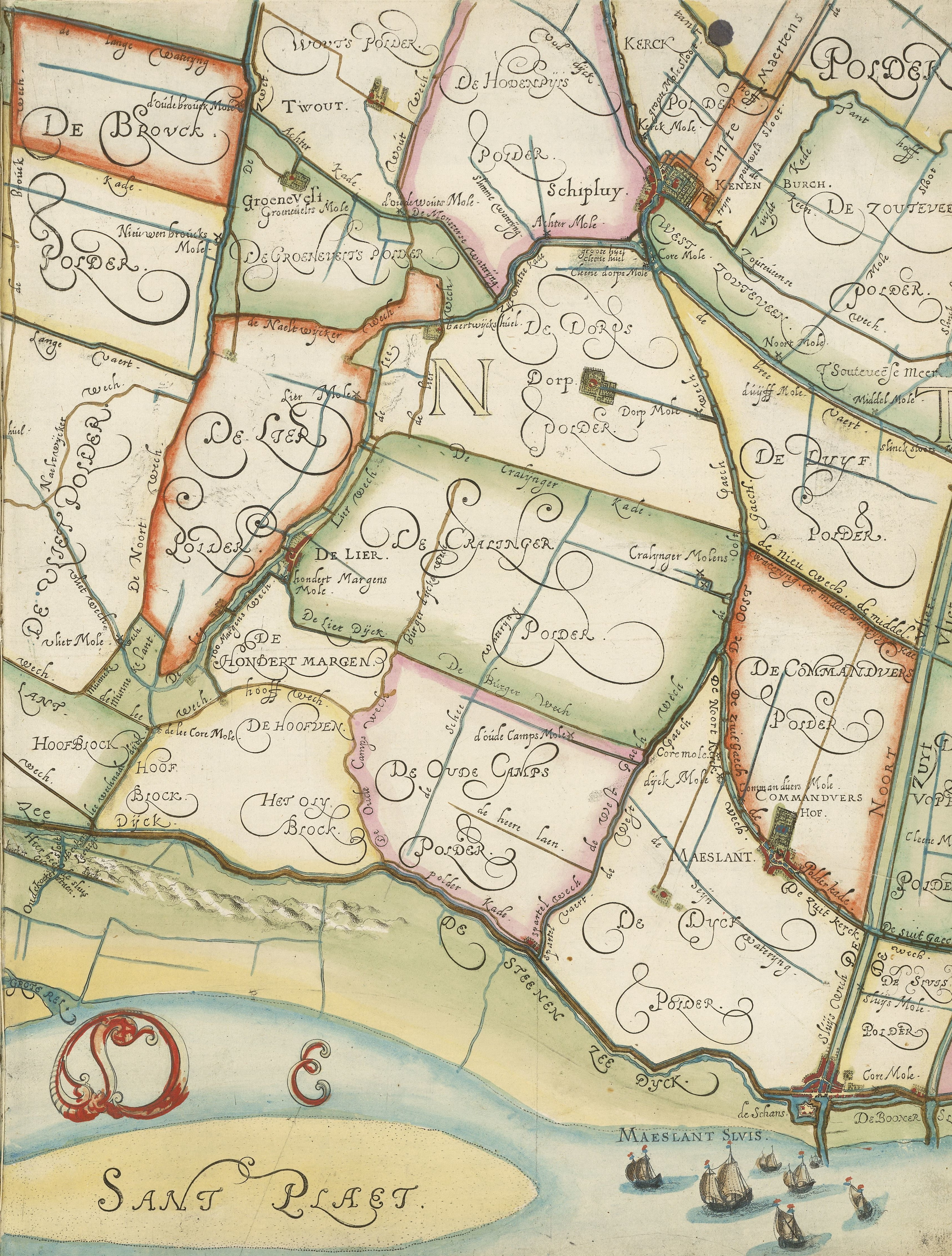
Onder aan de kaart, in roze omkaderd, de Oude Campspolder. Te zien zijn onder andere de Schee en de Oude Campsmolen. Kaart van Floris Balthasar uit 1611.

De Oude Campspolder vormde met de Kralingerpolder en de Dorppolder een waterstaatkundige eenheid. Voordat het gebied werd ingepolderd, werd het gebied op natuurlijke wijze afgewaterd en voornamelijk via de Grote Schee. Dit water liep dwars door de drie polders en was bij de monding aanzienlijk breder. In de Kralingerpolder en Dorppolder is de Schee nog zichtbaar maar in de Oude Campspolder niet meer.
In 1446 gaf het Hoogheemraadschap van Delfland toestemming voor de oprichting van de polder. Het oostelijke gebied bestond grotendeels uit veen en lag toentertijd hoger dan het westelijke deel dat grotendeels uit klei bestond. Na verloop van tijd zakte de veengrond in het oosten. Dit bemoeilijkte de afwatering waardoor een opsplitsing van de drie polders nodig maakte.:23
De Oude Campspolder werd mogelijk vanaf de zestiende eeuw, maar zeker vanaf 1606, bemalen door de Oude Campsmolen. Een opvolger van de molen brandde in 1906 af waarna het werd vervangen door een stoomgemaal. Dit gemaal werd in 1998 afgebroken om plaats te maken voor glastuinbouw. Alleen de rechte boezemsloot richting de Westgaag en de brug over de sloot herinneren nog aan de poldermolen en gemaal.:24

## Bewoningsgeschiedenis
De oudste resten die gevonden zijn en die duiden op bewoning in het gebied dateren uit de derde eeuw voor Christus. De resten zijn gevonden langs voormalige kreken. Door overstromingen werden de nederzettingen tussen het einde van de derde eeuw en begin tweede eeuw voor Christus verlaten. In de Romeinse tijd, vanaf de eerste eeuw na Christus, werd het gebied weer bewoond. Zo is in de Oude Campspolder een huisplaats uit deze periode onderzocht waarvan de boerderij wel drie keer is verbouwd. Na de Romeinse tijd werd het gebied, net als de rest van West-Nederland, vrijwel volledig verlaten.:15
Vanaf de tiende eeuw werden in het gebied opnieuw nederzettingen gesticht. De oudste nederzetting lag in de huidige Oude Campspolder en stamt uit de laat-Karolingische Tijd. Het betrof een landbouwbedrijf bestaande uit een dominiaal hof met eromheen hoeven waar horigen aan verbonden waren. In 1248 werd het hof nagelaten aan de Duitse Orde die er een commanderij van maakte. In 1365 werd de commanderij verplaatst naar het dorp van Maasland. Onder de grond nabij de Herenlaan bevinden zich nog restanten van het eerdere hof.
In de twaalfde eeuw werd het gebied opnieuw geteisterd door overstromingen. Via getijdestromen die in verbinding stonden met de Maas, zoals de Lee, Schee, Spartel en Gantel kon het water het gebied binnendringen en werd een dikke kleilaag afgezet. Een dijk langs de Maas en Lee werd aangelegd om het gebied erachter tegen het water te beschermen. Deze dijk liep via de huidige Maasdijk, Nolweg en Oude Campsweg. Het land erachter werd herontgonnen en verkaveld in percelen van 60 roeden breed. Het ontginnen werd door de adel gefinancierd en georganiseerd en in ruil kregen zij van de graaf stukken land in leen. Hierop bouwden zij doorgaans ook een kasteel. Nabij het hof aan de Herenlaan, bevond zich bijvoorbeeld een mottekasteel waarvan de motte nog tot in de twintigste eeuw zichtbaar was in het landschap. Een ander kasteel in de polder stond langs de Coldenhovelaan en behoorde toe aan Willem van de Hofdijk. Vermoedelijk zijn de kastelen gesloopt rond 1351 tijdens de Hoekse en Kabeljauwse twisten.:18-20

## Galerij

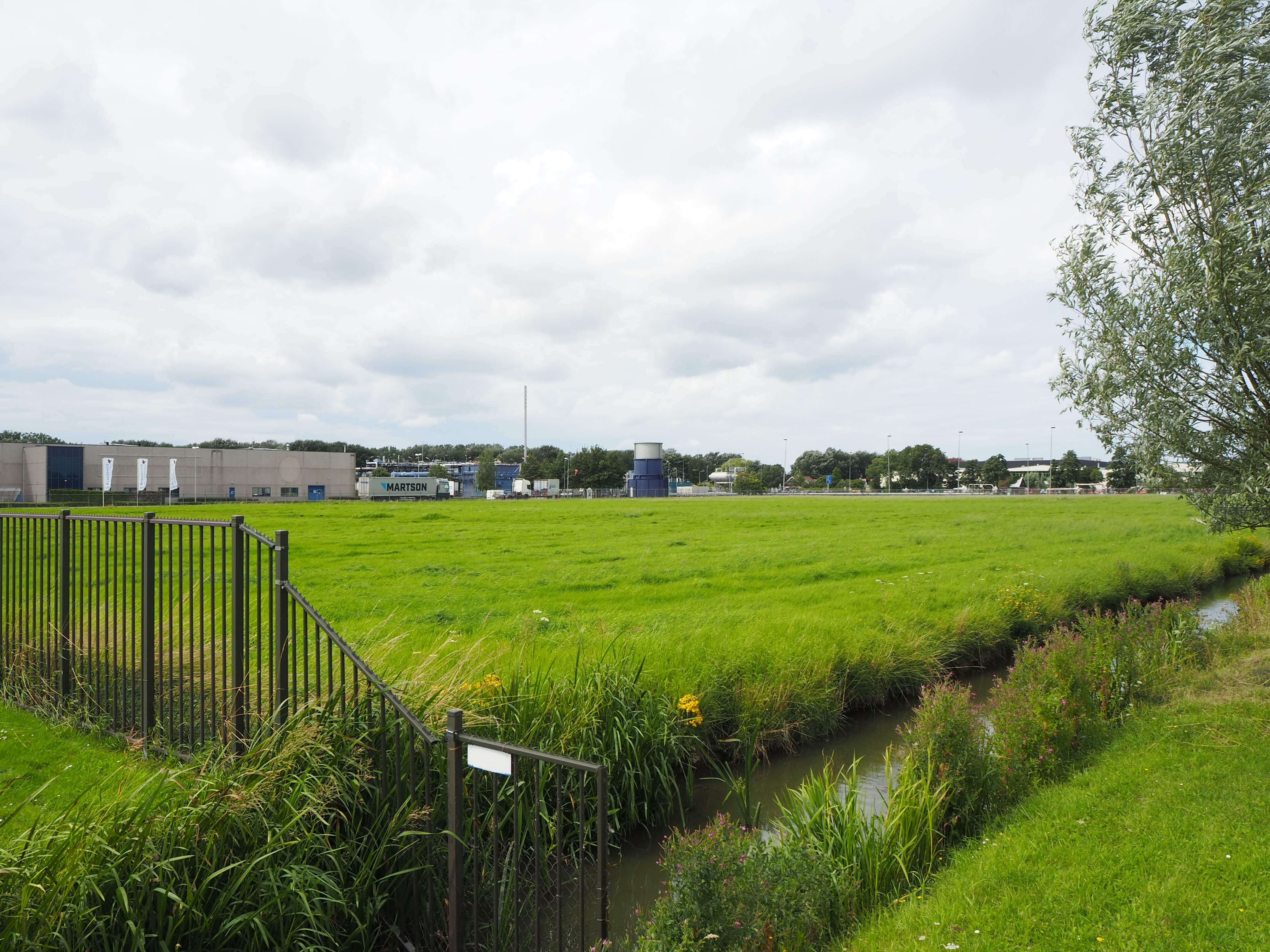
Archeologisch monument aan de Herenlaan, met sporen uit de IJzertijd en resten van een commanderij van de Duitse Orde uit de middeleeuwen
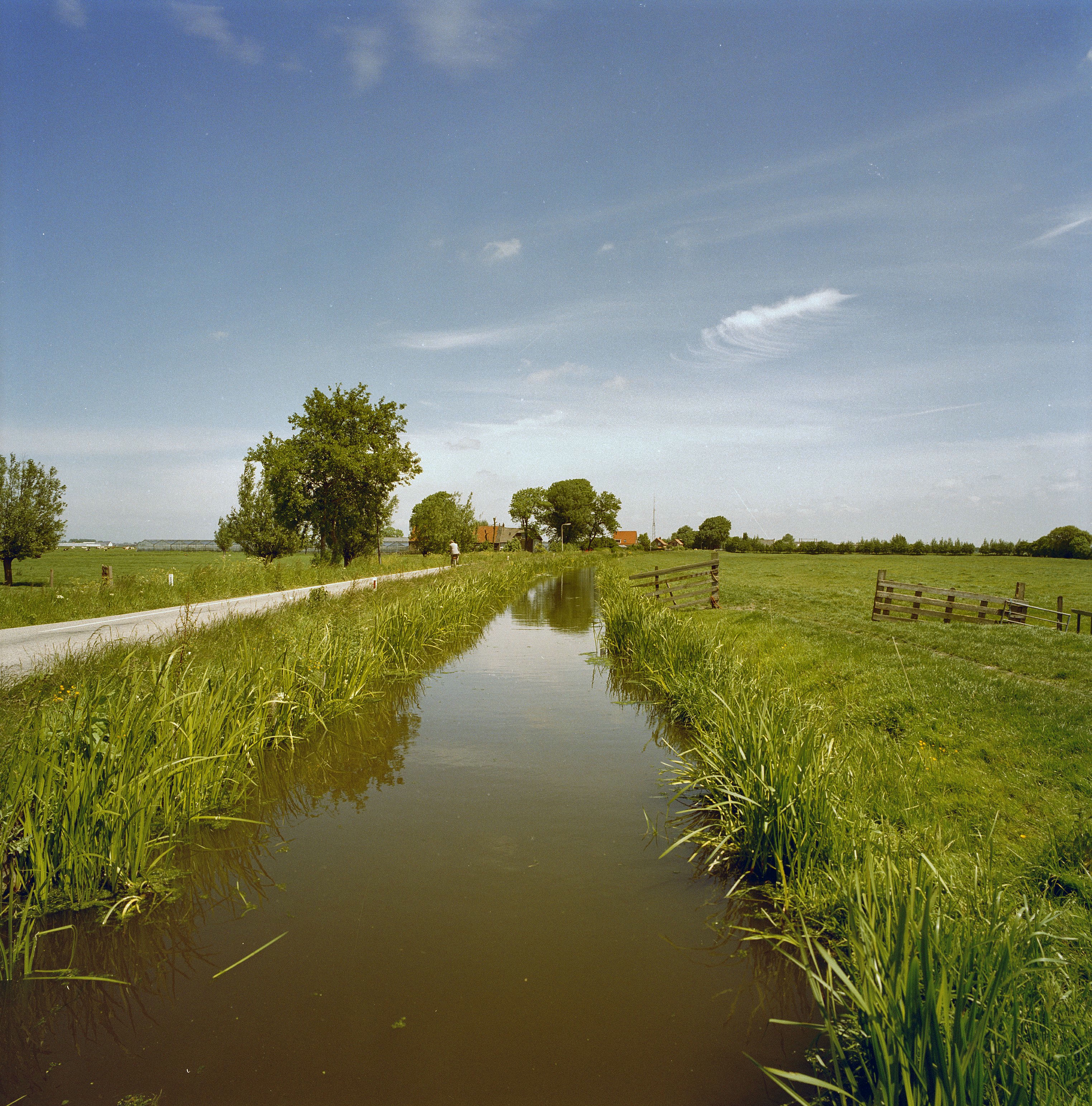
Rivier de Westgaag of Spartelvaart met links de Oude Campspolder en rechts de Dijkpolder, in 1996.
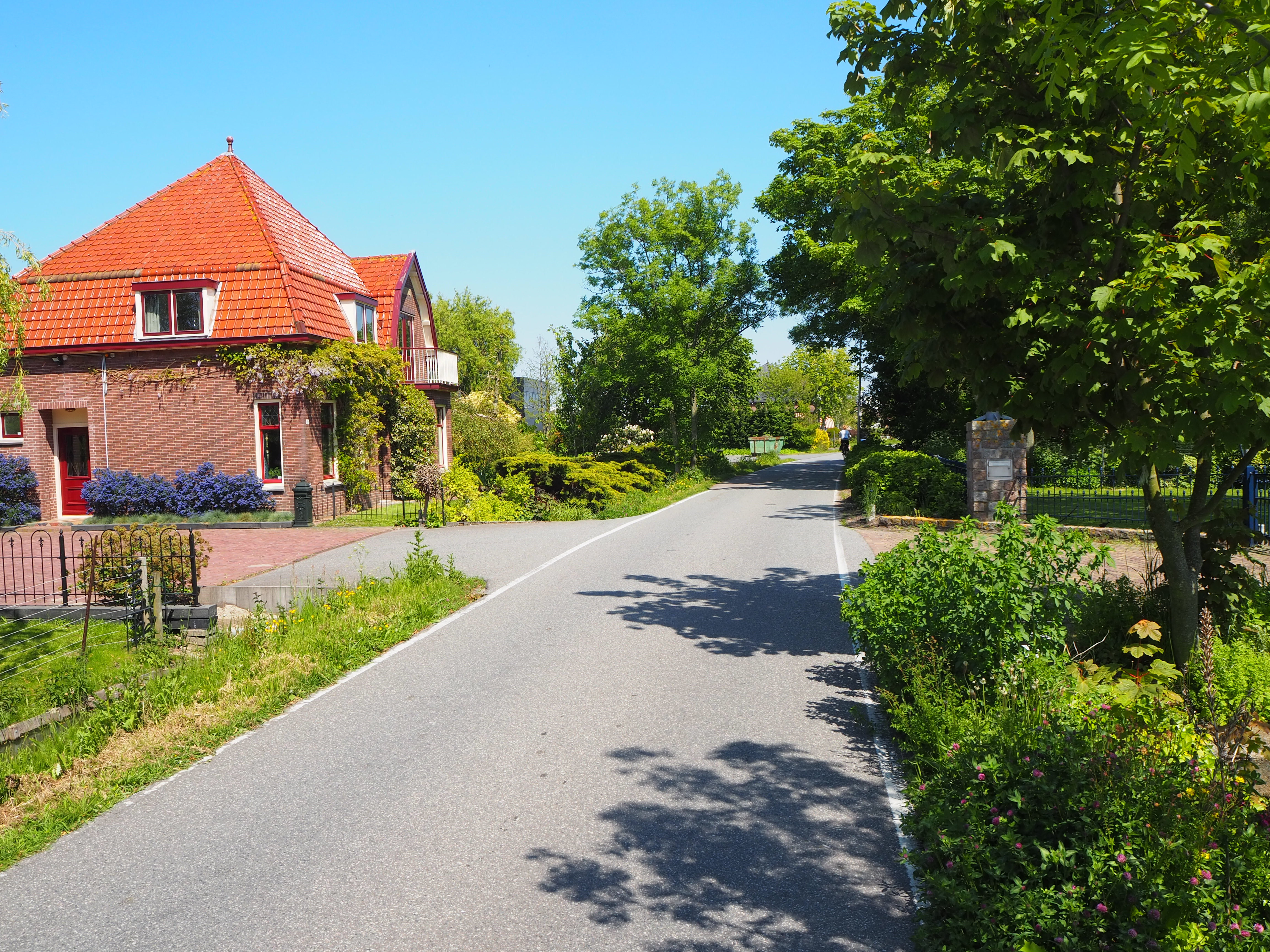
Langs de Oude Campsweg bevinden zich nog enkele karakteristieke boerderijen en tuindershuizen. In de middeleeuwen liep een dijk over het tracé van de weg, die bescherming bood tegen de Lee.
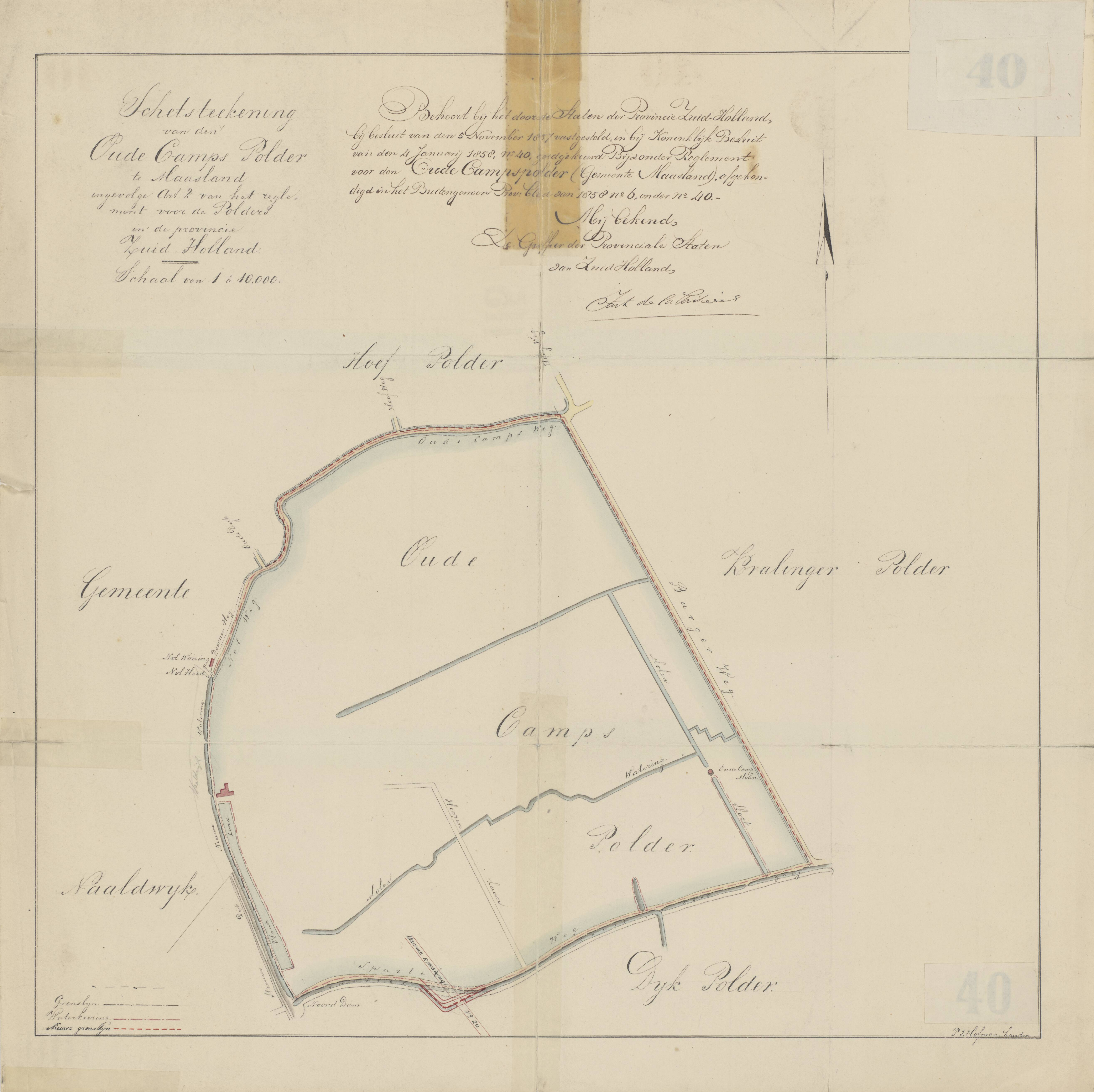
Kaart van de Oude Campspolder, 1857
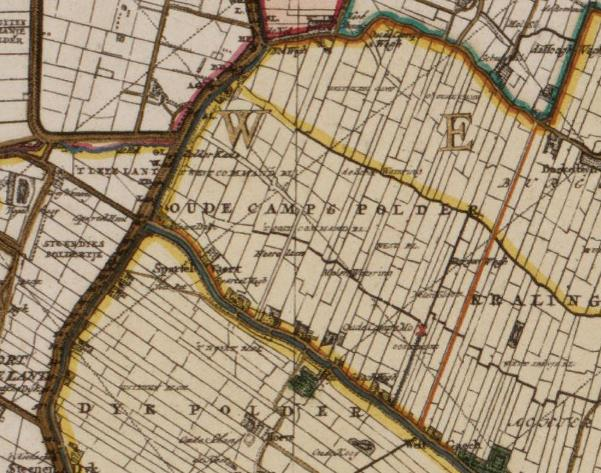
Kaart van de Oude Campspolder, door Kruikius, 1712. Goed te zien zijn de langgerekte percelen.

## Voetnoten
1. 1 2 3 4 5 6 7 8  Historie en landschap van de Oude Campspolder, de Kralingerpolder en de Dorppolder, door de Stichting Midden-Delfland is Mensenwerk, n.a.v. veldverkenningen en historisch onderzoek door Epko Bult, Henk Groenendaal, Jacques Moerman, Pia van Oord en Frits van Ooststroom, oktober 2014. Gearchiveerd op 13 mei 2021.